# Leucania colorata
Leucania colorata är en fjärilsart som beskrevs av Paul Dognin 1914. Leucania colorata ingår i släktet Leucania och familjen nattflyn. Inga underarter finns listade i Catalogue of Life.